# Syndactylactis macintoshi
Syndactylactis macintoshi is een Cerianthariasoort uit de familie van de Cerianthidae. De wetenschappelijke naam van de soort is voor het eerst geldig gepubliceerd in 1964 door Leloup.